# Свалявский лесохимический комбинат
Свалявский лесохимический комбинат — промышленное предприятие в городе Свалява Свалявского района Закарпатской области Украины.

## История
В 1908 году для заготовки леса в Карпатах было организовано акционерное общество «Сольва». Помимо подданных Австро-Венгрии, в деятельности акционерного общества участвовали немецкие, французские, английские и американские капиталисты, поэтому уже в 1910 году основной капитал фирмы составил 3,6 млн. крон. В 1910-1911 годы фирма построила в селении Сольва (после 1944 года - Свалява) лесохимический завод для сухой перегонки буковой древесины. Изначально на предприятии было 10 реторт, в дальнейшем - 12 реторт. В 1911 году лесохимический завод начал работу и стал одним из крупнейших подобных предприятий в Европе - он перерабатывал 100 тыс. куб.м. буковой древесины в год, общее количество работников (с учётом лесорубов и сезонных рабочих) составляло 1000-1400 человек, а выпускаемая продукция использовалась в Австро-Венгрии и экспортировалась в Германию и другие страны.
Условия работы были тяжёлыми, и уже в 1911 году на лесохимическом заводе началась массовая забастовка, участники которой потребовали повысить заработную плату и улучшить условия труда, однако она закончилась безрезультатно.
После начала первой мировой войны хозяйственная деятельность в прифронтовой зоне оказалась дезорганизована. 19 октября 1914 года Сольву заняли русские войска, затем - австро-венгерские, и к концу войны практически все мужчины оказались мобилизованы. После распада Австро-Венгрии в конце 1918 года селение осталось на территории Венгрии. 23 марта 1919 года здесь была провозглашена власть Венгерской Советской Республики, но в конце апреля 1919 года Сольва была оккупирована чехословацкими войсками и включена в состав Чехословакии.
В 1920е - 1930е годы завод «Сольва» возобновил работу, но после начала в 1929 году экономического кризиса положение предприятия осложнилось. После Мюнхенского соглашения 1938 года обстановка в стране дестабилизировалась, 14 марта 1939 года была провозглашена независимость Словакии, и в этот же день венгерские войска перешли в наступление в Закарпатье. В результате, Сольва оказалась в составе Венгрии.
30 января 1941 года на лесохимическом заводе началась забастовка, в которой участвовали 49 работников. Все они были арестованы, но для успокоения рабочих руководство завода пообещало увеличить зарплату.
В связи с приближением линии фронта в октябре 1944 года, немецкие и венгерские войска предприняли попытку вывезти из Сольвы имевшее ценность имущество и заминировали все промышленные предприятия. 25 октября 1944 года селение заняли части 351-й стрелковой дивизии РККА.
30 декабря 1944 года в Сольве был избран сельский Народный комитет, в 1945 году селение вошло в состав СССР. В начале 1945 года лесохимический завод "Сольва" был восстановлен и возобновил работу как Свалявский лесохимический завод. Для обеспечения завода сырьём в 1947 году в Сваляве был создан леспромхоз. В дальнейшем, в соответствии с четвёртым пятилетним планом восстановления и развития народного хозяйства СССР лесохимический завод был частично реконструирован (предприятие получило из различных республик СССР оборудования на сумму 4,9 млн. рублей), в результате в 1950 году объем производства в полтора раза превысил объем производства 1945 года.
В 1962 году завод получил почётное звание "предприятие коммунистического труда", в 1966 году в связи с расширением ассортимента выпускаемой продукции он был переименован в Свалявский лесохимический комбинат, а в 1967 году комбинату было присвоено почётное наименование "имени 50-летия Великой Октябрьской социалистической революции".
В целом, в советское время комбинат являлся одним из крупнейших предприятий города.
После провозглашения независимости Украины государственное предприятие было преобразовано в закрытое акционерное общество.

## Современное состояние
Комбинат производит древесный уголь из твердолиственных пород древесины (бук, граб, дуб), карбюризатор и воздухововлекающие добавки для лёгких термоизоляционных строительных блоков.

## Дополнительная информация
- для подвоза сырья от места лесозаготовок к комбинату по долине реки Латорица была проложена узкоколейная железная дорога (с 1990-х не функционирует, частично разобрана на металлолом).
- в советское время на Свалявском лесохимическом комбинате действовал коллектив художественной самодеятельности (выступавший с концертами в СССР, ВНР и ЧССР)[1]